# Abiatar
Abiathar (ebraico: אֶבְיָתָר 'Evyatar, 'Ebiyatar, o 'Eviyathar, "Padre abbondante"), nella Bibbia ebraica, è figlio di Achimelech, sommo sacerdote a Nob, il quarto discendente da Eli e l'ultimo della casa di Eli ad essere un sommo sacerdote.

## Fonti bibliche
Abiatar fu l'unico dei sacerdoti a sfuggire al massacro di Saul (che regnò intorno al 1020–1000 a.C.) a Nob, quando suo padre e i sacerdoti di Nob furono uccisi per ordine di Saul. Fuggì da Davide (regnò intorno al 1003–970 a.C.) a Keilah, portando con sé l'efod e altre insegne sacerdotali. La letteratura rabbinica che collegava il successivo sterminio dei discendenti maschi di Davide con i sacerdoti di Nob, collegano anche la sopravvivenza del discendente di Davide Joas con quella di Abiatar.
Abiatar si unì a Davide, che si trovava allora nella grotta di Adullam. Rimase con Davide e divenne sacerdote del partito di cui era capo. Fu molto utile a Davide, specialmente al tempo della ribellione di Assalonne.
Quando Davide salì al trono di Giuda, Abiatar fu nominato Sommo Sacerdote e "consigliere del re". Nel frattempo Zadòk, della casa di Eleazaro, era stato nominato Sommo Sacerdote. Un'altra versione dice che era co-pontefice con Zadok durante il re Davide. Queste nomine continuarono in vigore fino alla fine del regno di Davide. In 1Re 4,4 Zadòk ed Abiatar si trovano ad agire insieme come sacerdoti sotto Salomone.
Abiatar fu deposto (unico esempio storico della deposizione di un sommo sacerdote) e bandito nella sua casa di Anathoth da Salomone, perché partecipò al tentativo di elevare al trono Adonia al posto di Salomone. Il sacerdozio passò così dalla casa di Itamar alla casa di Eleazaro.

## Fonti
- Antico Testamento, Primo libro di Samuele, 22, 20-23; 23, 6-9.
- Nuovo Testamento, Vangelo secondo Marco, 2, 26.